# ISO 3166-2:CR

Mapa administrativních rozdělení XY.

Kódy ISO 3166-2 pro Kostariku identifikují 7 provincií. První část (CR) je mezinárodní kód pro Kostariku, druhá část sestává z jednoho nebo dvou velkých písmen identifikujících provincii.

## Seznam kódů
| Kód   | Provincie  |
| ----- | ---------- |
| CR-A  | Alajuela   |
| CR-C  | Cartago    |
| CR-G  | Guanacaste |
| CR-H  | Heredia    |
| CR-L  | Limón      |
| CR-P  | Puntarenas |
| CR-SJ | San José   |